# (26663) 2000 XK47
2000 XK47 (asteroide 26663) é um APL. Possui uma excentricidade de 0.47212944 e uma inclinação de 13.54381º.
Este asteroide foi descoberto no dia 15 de dezembro de 2000 por LINEAR em Socorro.